# کلیسای جامع

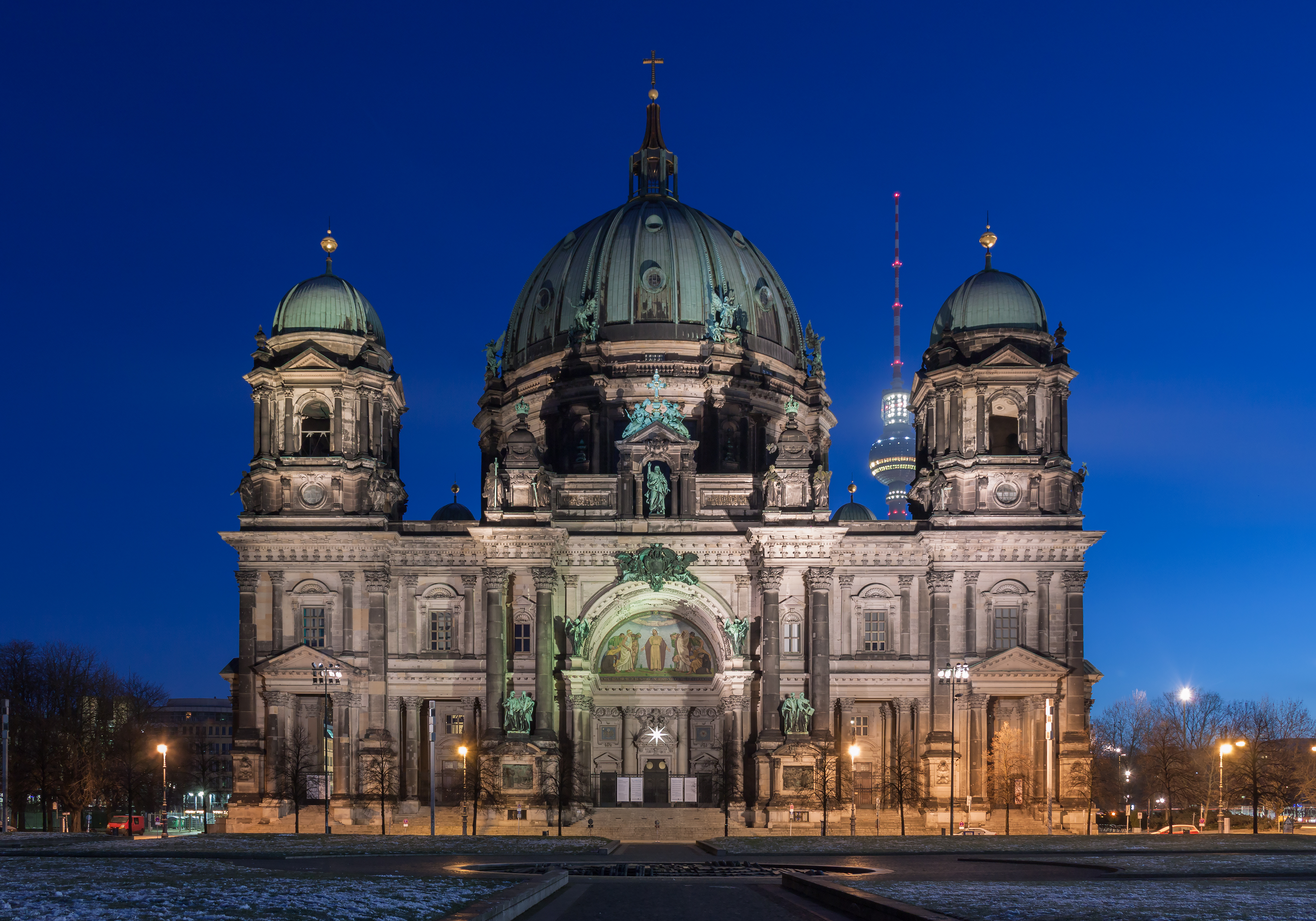
کلیسای جامع برلین

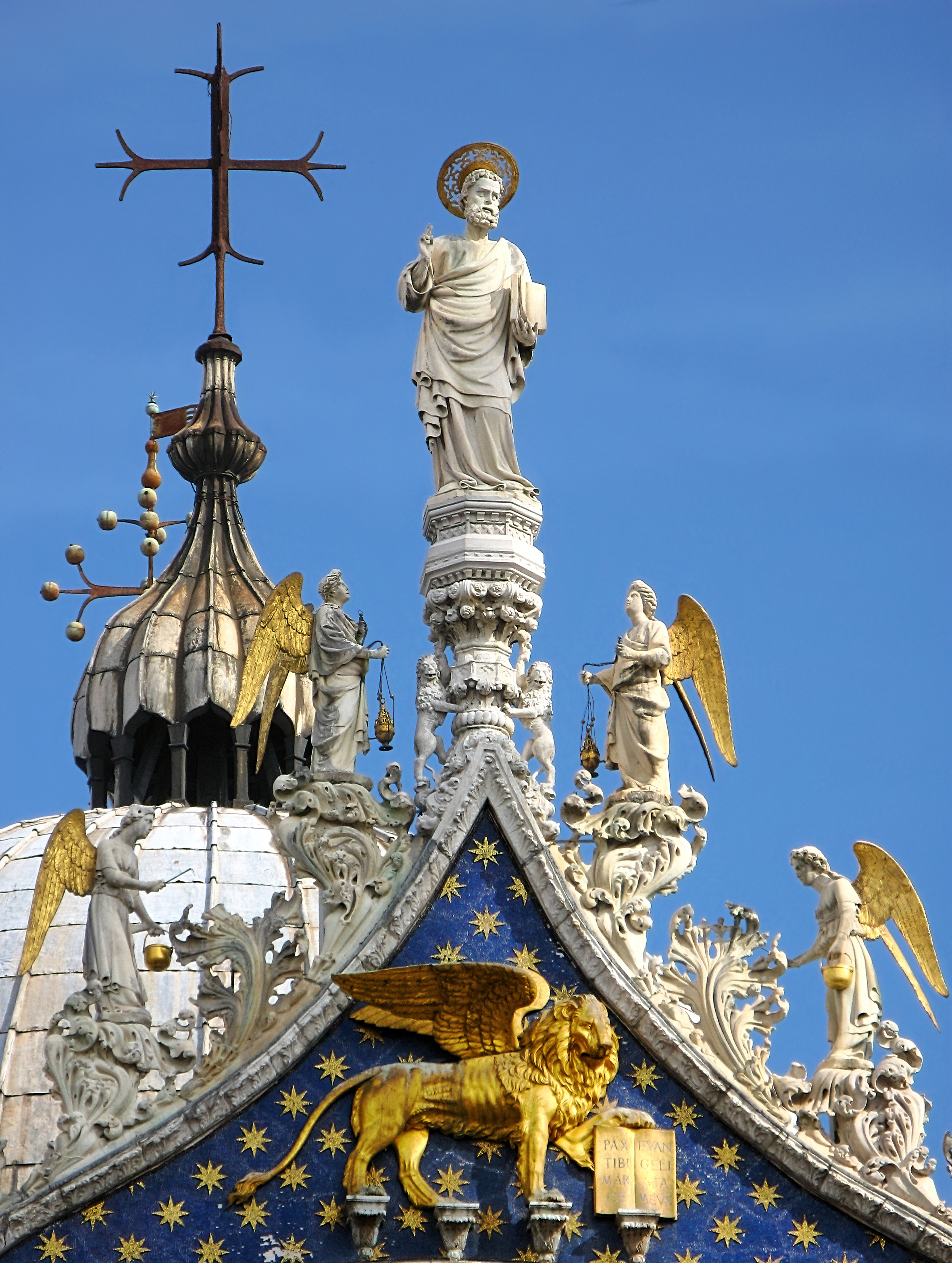
تصویر بام کلیسای جامع سن مارکو در شهر ونیز ایتالیا

کلیسای جامع یا کاتِدرال یک ساختمان مذهبی برای مسیحیان است. کلیسای جامع نوعی کلیسا مربوط به یک گروه ویژه مسیحی با سلسله‌مراتب اسقفی است. کلیسای جامع معمولاً محل اقامت اسقف‌ها است و بنابراین مرکز یک ناحیه اسقف‌نشین به‌شمار می‌آید.